# Salah Ragab
Salah Ragab (en arabe : صلاح رجب) est un percussionniste égyptien né en 1936 et mort le 3 juillet 2008. Il est principalement connu pour la création d'un des premiers groupe de jazz en Égypte : The Cairo Jazz Band.

## Biographie
Salah Ragab étudie la théorie musicale Jazz et l'improvisation avec le musicien de jazz et compositeur américain Osman Kareem avec qui il forme le premier quintet de jazz au Caire en 1963 et enregistre avec la Radio Service of Cairo.
En 1966, Salah Ragab alors percussionniste jazz et commandant en chef du département musical de l’armée égyptienne va proposer l'idée de la création du premier big band jazz égyptien avec l'aide de Hartmut Geerken (musicien, auteur, compositeur, travaillant pour l’Institut culturel allemand au Caire) and Edu Vizvari (musicien professionnel tchèque). Mais la guerre de six jours retarde la création et c'est finalement en 1968 que le Cairo Jazz Band est créé,. 
Salah Ragab accompagne le musicien et compositeur de jazz Sun Ra sur de nombreux concerts, notamment pendant sa tournée européenne de 1984 en Grèce, en France et en Espagne. Cette tournée musicale le fait connaître aux yeux du grand public. 
La musique de Salah Ragab est composée d'un abondante section cuivre, piano, basse, batterie et percussion mais également par de nombreux instruments orientaux.

## Discographie
- 1983 : The Sun Ra Arkestra Meets Salah Ragab In Egypt, Leo Records, live
- 2007 : Salah Ragab and The Cairo Jazz Band Presents Egyptian Jazz (1968-1973)[3], Art Yard Records, réédition
- 2007 : Sankofa (split with Salah Ragab and the Afro-Egyptian Ensemble) de Hypnotic Brass Ensemble, Art Yard Records, réédition
- 2008 : Egyptian Jazz (1968-1973), Art Yard Records, réédition
- 2014 : Salah Ragab and The Cairo Jazz Band - A Tribute To Sun Ra, Art Yard Records, réédition